# Vario LF2 plus
Vario LF2 plus to czeski dwuczłonowy, częściowo niskopodłogowy tramwaj produkowany przez konsorcjum firm o nazwie Aliance TW Team, składające się z zakładów Pragoimex, Krnovské opravny a strojírny i VKV Praha. Prototyp, który wyprodukowany został w 2009, jest zarazem jedynym wyprodukowanym egzemplarzem tego typu, eksploatowanym przez Dopravní podnik Ostrava na ostrawskich torowiskach tramwajowych. Tramwaj LF2 plus wywodzi się z modelu Vario LF2, od którego różni się zastosowaniem nowszych wózków, dzięki którym można było obniżyć podłogę części wysokopodłogowej tramwaju.

## Konstrukcja
Vario LF2 plus to jednokierunkowy wagon silnikowy. Pudło składa się z dwóch części, połączonych przegubem podpartym środkowym wózkiem. Każdy z członów jest osadzony na wózku, przy czym wszystkie trzy są napędowe. Konstrukcja i wygląd wozu (projektu Františka Pelikána) wywodzi się z typu Vario LF2. Do każdego członu prowadzi dwoje dwuskrzydłowych drzwi odskokowo-uchylnych, w drugich i trzecich drzwiach podłoga znajduje się na wysokości 350 mm nad szyną. Same dwie niskopodłogowe części zajmują 43% długości wozu. Nad środkowym i skrajnymi wózkami podłoga znajduje się na wysokości 650 mm nad szyną, względem wozu LF2 podłogę obniżono o 210 mm. Było to możliwe dzięki montażowi nowoczesnych wózków, które oznaczono jako Komfort+. W tramwajach LF2 plus pasażerowie muszą wejść jedynie po jednym schodku, dzięki czemu pominięte zostały poręcze, obecne w typie LF2. W przedniej części tramwaju znajduje się zamykana kabina motorniczego, który steruje tramwajem za pomocą ręcznego nastawnika jazdy. W stosunku do LF2 zmodernizowano pulpit motorniczego, dodano wyświetlacz wyświetlający obraz z czterech kamer znajdujących się wewnątrz tramwaju. Zgodnie z życzeniami zamawiającego kabina motorniczego może zostać wyposażona w klimatyzację.
Największą nowością w tramwaju Vario LF2 plus jest wykorzystanie nowych wózków Komfort+. Zastosowano także słabsze silniki asynchroniczne TAM 1003 C/R. Wyposażenie elektryczne typu TV Europulse dostarczyła firma Cegelec. Większość komponentów tramwaju jest umieszczona na dachu. Prąd z sieci trakcyjnej pobierany jest przez pantograf połówkowy umieszczony na 1 członie.

## Dostawy
| Państwo | Miasto  | Artykuł | Typ            | Lata dostaw | Liczba | Numery | Uwagi |
| ------- | ------- | ------- | -------------- | ----------- | ------ | ------ | ----- |
| Czechy  | Ostrawa | artykuł | Vario LF2 plus | 2009        | 1      | 1411   |       |

Firma Pragoimex wygrała z typem Vario LF2 plus przetarg na dostawę 23 tramwajów dla Dopravný podnik mesta Košice z opcją zamówienia dalszych 23, umowa została podpisana w lutym 2014. Pierwszy pojazd ma być dostarczony w sierpniu 2014 r. ostatni we wrześniu 2015.